# The Andromeda Nebula
The Andromeda Nebula (in russo Туманность Андромеды) è un film del 1967, diretto da Evgenij Šerstobitov. 

## Trama
Un gruppo di astronauti rimane intrappolato su un pianeta sconosciuto. Dovranno affrontare numerose sfide per tornare nella loro astronave e abbandonare il luogo. 

## Produzione
Originariamente, il film doveva essere il primo episodio di un serial. A causa della morte prematura del regista, tuttavia, il progetto non è stato compiuto. 
La pellicola è stata girata negli studi Dovzhenko, in Ucraina. 
É tratto dall'omonimo racconto di Efremov, uno tra gli scrittori più affermati del genere fantascientifico. 

## Distribuzione
Uscito nel dicembre del 1967, il lungometraggio venne, poco tempo dopo, censurato dal servizio segreto KGB.
Attualmente non esistono copie in italiano. È stato, tuttavia, proposto all'interno del Trieste Science+Fiction Festival, in versione sottotitolata.